# Игор Перовић (музичар)
Игор Перовић је српски музичар, гитариста, композитор, монтажер звука и глумац. Певач је и гитариста је групе Плејбој. Као глумац, најпознатији је по улози Траволте у телевизијској серији Неки нови клинци.

## Биографија
Перовић је каријеру отпочео 1987. године у групи Еуфорија, у којој је свирао заједно са Романом Горшеком, с којим ће 1992. основати састав Плејбој. Група Плејбој је са активним радом престала 1999, али се од тада окупљају у специјалним приликама, као што су фестивали Егзит 2006. године и Београдски фестивал пива 2012.
Компоновао је музику за филмове А3 – Рокенрол узвраћа ударац, Парада и Атомски здесна. Радио је као монтажер и дизајнер звука на многим филмовима и серијама, међу којима су Апсолутних сто, Седам и по, Читуља за Ескобара, Равна Гора и Пси лају, ветар носи.
Остварио је неколико улога на филму и телевизији, од којих је најпознатија улога професора Траволте у серији Неки нови клинци, која је 2003. године била емитована на Радио-телевизији Србије.

## Лични живот
Од 2003. до 2011. Перовић је био ожењен кантауторком Кристином Ковач, с којом има кћи Тару, рођену 2008. године.

## Улоге
| Година | Назив              | Улога    | Остало              |
| ------ | ------------------ | -------- | ------------------- |
| 1997.  | До коске           | Рејвер   |                     |
| 2003.  | Неки нови клинци   | Траволта | Телевизијска серија |
| 2006.  | Не скрећи са стазе | Музичар  | Телевизијски филм   |